# Manuel Štrlek
Manuel Štrlek (1º dicembre 1988) è un pallamanista croato.

## Carriera
Agli europei del 2016 arriva terzo con la nazionale croata.